# Eric Backman
Eric Natanael Backman, född 18 maj 1896 i Acklinga utanför Tidaholm, västra Götaland, död 29 juni 1965 i Skövde, var en svensk medel- och långdistanslöpare.
Eric Backman var son till torparen Alfred Backman. Han kom att arbeta vid Vulcans tändsticksfabrik i Tidaholm.
Under 1914-1924 tävlade han nationellt och internationellt. Nationellt tävlade han för IFK Göteborg och IFK Göteborg Friidrott.
Bland hans resultat kan nämnas:
- Åtta svenska mästerskap 1918–1923.
- Fyra svenska rekord: Fem engelska mil (1918), 5000 meter (1919), 10 000 meter (1921) och entimmeslöpning (1921).
- Fyra olympiska medaljer vid Olympiska sommarspelen 1920 i Antwerpen: Silver på 8 000 meter terränglöpning; brons på 5 000 meter, 8 000 meter terränglöpning lag och 3 000 meter lag.

Han tävlade också i Danmark, Tyskland, Frankrike och England. Han blev engelsk mästare på fyra engelska mil 1919.
År 1943 flyttade Backman till Skövde där han arbetade på Volvofabriken.
Backman var innehavare av Stora Grabbars Märke. Han är begravd på S:ta Birgittas kyrkogård i Skövde.

## Idrottskarriär
1918 slog Backman Georg Petterssons svenska rekord på 5 engelska mil med ett lopp på 25.04,0. Senare samma år förbättrade han sitt rekord på distansen till 24.44,4. Detta rekord behöll han till 1940. Den 18 augusti 1918 slog han med ett lopp på 31.13,7 Georg Petterssons svenska rekord på 10 000 meter (31.30,0 från 1910). Under året vann han även SM på 10 000 meter på tiden 31.13,7.
Den 31 augusti 1919 förbättrade Backman Rudolf Falks svenska rekord på 5 000 meter till 14.51,0. Han fick behålla rekordet till 1923. Backman vann SM på 10 000 meter även detta år (tid 32.05,9). Detta år blev han även engelsk mästare på 4 engelska mil (tid 20,19).
1920 vann Backman SM både på 5 000 meter (tid 15.10,9) och 10 000 m (tid 32.14,0). Vid OS i Antwerpen kom han trea på 5 000 meter och tvåa i terränglöpning 8 500 meter (efter Nurmi). På 10 000 meter bröt han i finalen. Han var även med i de svenska lag som tog bronsmedalj på 3 000 meter lagtävling (ihop med Sven Lundgren och Edvin Wide) samt bronsmedalj i terränglöpning, lag (de andra var Gustaf Mattsson och Hilding Ekman).
Den 22 juni 1921 förbättrade Backman sitt svenska rekord på 10 000 meter till 31.02,2. Han behöll rekordet tills Edvin Wide slog det 1924. 1921 vann Backman SM endast på 5 000 meter (tid 15.10,8).
1922 vann Backman ånyo SM både på 5 000 meter (tid 15.09,3) och 10 000 meter (tid 32.27,5).
Eric Backman vann SM på 10 000 meter en sista gång 1923, nu på tiden 32.40,7.